# 4958 Wellnitz
4958 Wellnitz este un asteroid din centura principală, descoperit pe 13 iulie 1991 de Henry Holt.